# Igrzyska staroirlandzkie
Uzasadnienie: oba artykuły traktują o tym samym
Igrzyska staroirlandzkie - Impreza sportowa trwająca zazwyczaj dwa tygodnie, która odbywała się w Teltown do 1169 roku. Łączyła w sobie uroczystości religijne, jarmarki i zabawy publiczne.

## Historia
Według irlandzkich mitów, twórcą igrzysk miał być bóg Lugh, który zorganizował je ku czci swej przybranej matki - bogini Tailtiu. Część staroirlandzkich kronik przyjmuje rok 3370 p.n.e. za początek igrzysk. Po raz pierwszy odnotowano je jednak w 632 r. p.n.e. Zawody rozgrywano do 1169 roku, tj. do przybycia Anglików  na ziemie irlandzkie.

## Dyscypliny
Sportowcy startowali w takich konkurencjach jak wyścigi wozów, wyścigi konne, polowanie z psami, biegi, skok wzwyż, skok w dal, trójskok, pchnięcie kamieniem, rzut oszczepem, rzut młotem, zapasy, walka na pięści, gra w piłkę, pływanie i nurkowanie.